# Баварія (баскетбольний клуб, Мюнхен)
Баварія Мюнхен — баскетбольна секція спортивного клубу Баварія, що базується в Мюнхені (Німеччина) і виступає в Баскетбольній Бундеслізі та Євролізі. Команда заснована у 1946 році.
За перші десятиліття свого існування чоловіча команда змогла досягти кількох успіхів на національному рівні. Вони виграли Баскетбольну Бундеслігу в 1954 і 1955 роках і кубок Німеччини в 1968 році. Однак після цього чоловіча команда тривалий час виступала лише в нижчих лігах. З сезону 2011/12 команда знову була представлена в Баскетбольній Бундеслізі. У 2014 році Баварія Мюнхен здобула свій перший з 1955 року трофей Бундесліги. 
1 жовтня 2014 року секцію передали FC Bayern Munich Basketball GmbH, єдиний акціонер якого — клуб. Компанією керує директор Марко Пешич.

## Історія

### 1945–1974
Секція, заснована 1946 року, була особливо успішною в 1950—1960-х роках серед чоловічих команд, перевершивши місцевих конкурентів і перших післявоєнних чемпіонів — MTSV Швабінг. Ці успіхи включають, перш за все, перемогу в Бундеслізі в 1954 і 1955 роках, а також у кубку у 1968 році. Після цього в команди настали темні часи, а 1974 року вона вилетіла з першого дивізіону.

### 1974–2006
Коли в 1975 році була заснована Друга баскетбольна Бундесліга, команда навіть не кваліфікувалася до Південної групи.
Клаус Шульц, який раніше був найкращим гравцем Баварії Мюнхен, отримав доручення президента Віллі О. Гофмана вивести команду в перший дивізіон.
У 1982 році їх перевели до другого дивізіону, а через п'ять років повернулися на найвищий національний рівень. Але згодом президент клубу Фріц Шерер і менеджер Улі Генесс припинили фінансування баскетбольної команди Баварії, і клуб більше не був конкурентоспроможним фінансово, а отже, і спортивно. У сезоні 1989 року команда вилетіла до другого дивізіону, а 1993-го в регіональну лігу. Після вильоту з Другої Бундесліги в 2005 році команда посіла перше місце в Регіональній лізі Південь-Схід, зазнавши лише однієї поразки, але не змогла здійснити ще одне підвищення через брак підтримки від основного клубу.

### 2006–2011
Чоловіча команда U-19 була представлена на найвищому національному рівні у створеній юнацькій баскетбольній лізі з сезону 2006/07 і вийшла в плей-оф за титул юніорського чемпіонату в наступному сезоні. Чоловіча професійна команда змогла завершити сезон 2007/08 знову на першому місці в регіональній лізі, четвертій за значущістю після введення ProB.
Під час внутрішнього опитування клубів, проведеного навесні 2010 року, близько 75 % з 23 000 учасників висловилися за надання більшої підтримки баскетбольній секції Баварії та повернення першої команди до Бундесліги. Для досягнення цих цілей, на сезон 2010/11 найняли Дірка Бауерманна, який водночас тренував збірну Німеччини.  З повністю оновленою командою, до складу якої входили тодішні гравці збірної Німеччини, вони досягли підвищення до Баскетбольної Бундесліги в березні 2011 року — за сім ігор до кінця сезону. На шляху до підвищення «Баварія» перемогла свого суперника Вюрцбург у лютому 2011 року перед 12 200 глядачами в Олімпійській залі, встановивши новий рекорд відвідуваності ліги ProA. 

### 2011–2016
Мюнхенська Баварія завершила свій перший з 1989 року сезон у Баскетбольній Бундеслізі на п'ятому місці, вийшовши в плей-оф, де команда програла Артланд Драконс у чвертьфіналі. 
Напередодні другого сезону Бундесліги після повернення команди до Баскетбольної Бундесліги, президент Улі Генесс заявив, що хоче «боротися за чемпіонство». Незадовго до початку сезону 2012/13 клуб звільнив тренера Дірка Бауерманна. Причиною стали «різні погляди на керівництво та подальший розвиток команди». Його наступником спочатку був попередній помічник Янніс Крістопулос, а 27 листопада посаду обійняв Светислав Пешич. Під керівництвом Пешича команда увійшла до півфіналу кубку Німеччини у 2013 році, але поступилася Альбі Берлін. Команда Баварії посіла четверте місце в основному раунді сезону Баскетбольної Бундесліги 2012/13, що означало, що вони знову мали зіграти проти Альби Берлін у чвертьфіналі плей-оф. Цього разу команда Пешича обіграла столичний клуб з рахунком 3:0. У півфіналі Баварія Мюнхен провела захопливу серію проти чинного і майбутнього чемпіона Брозе, де в підсумку поступилася з рахунком 2-3.
У сезоні 2013/14 клуб знову отримав вайлд-кард від ULEB, яка дає право брати участь у Євролізі.  Після перемог над клубами Застал (Зелена Гура), Сієна, Унікаха (Малага) та Галатасарай у кваліфікаційному раунді, баскетбольна команда Баварії вперше в історії клубу потрапила до 16 найкращих.
Основний раунд Бундесліги 2013/14 команда Пешича завершила на першому місці й знову вийшла у плей-оф. Після того, як команда перемогла Різен Людвігсбург у чвертьфіналі та Ольденбург у півфіналі, вони знову зустрілися з Альбою Берлін у фінальній серії. Баскетболісти «Баварії» змогли обіграти чинних володарів кубку у фінальній серії найкращого з п'яти перемог після чотирьох ігор і, таким чином, відсвяткували — третій чемпіонат в історії клубу через 59 років після останнього титулу. 

### 2016— дотепер
Влітку 2016 року Олександр Джорджевич (також тренер збірної Сербії) обійняв посаду тренера, змінивши Светислава Пешича після того, як він пішов у відставку за станом здоров'я.
У лютому 2018 року Джорджевич привів команду до перемоги в Кубку Німеччини, обігравши у фіналі Альбу Берлін з рахунком 80-75. Наприкінці березня 2018 року «Баварія» оголосила про відставку тренера Олександра Джорджевича, оскільки, за словами керуючого директора Марко Пешича, вони хотіли дати «новий імпульс і підхід до лідерства» команді, яка була на першому місці в таблиці Бундесліги й була «високоталановитою». Президент Улі Генесс раніше заявив, що баскетбольна команда Баварії переживає «найкращий сезон в історії». Причиною звільнення тренера Пешич також назвав «відсутність спілкування». Потім Джорджевич висунув серйозні звинувачення в «заздрості» адресу деяких офіційних осіб клубу. Він сприйняв «особисту дистанцію та негатив» і оцінив звільнення як «несправедливий захід».
У квітні 2018 року новим тренером став Деян Радоньїч. Незабаром він привів команду до перемоги в чемпіонаті Німеччини. У 2018 році клуб запросили до участі в Євролізі. У сезоні 2018/19 Баварія знову стала чемпіоном Німеччини під керівництвом Радоньїча. На початку січня 2020 року «Баварія» звільнила тренера, хоча на той момент була безпрограшним лідером Бундесліги. Однак у Євролізі команда здобула лише шість перемог у 17 іграх. За словами керуючого директора Марко Пешича, команда потребувала «нового імпульсу та підходу». На посаду тренера став помічник тренера Олівер Костіч. У той час, коли сезон 2019/20 був перерваний через поширення коронавірусу, Баварія посідала перше місце в Бундеслізі з 19 перемогами та двома поразками. Наприкінці сезонного турніру в Бундеслізі, який проводився після перерви для визначення чемпіона Німеччини, Баварія поступилася Різен Людвігсбургу в чвертьфіналі. Італієць Андреа Трінк'єрі став новим головним тренером у липні 2020 року. До зобов’язань італійця, якого вважають перфекціоністом, входив розвиток гравців. У Євролізі 2020—2021 Баварія дійшла до чвертьфіналу, де поступилася «Олімпії» (Мілан).  У середині травня 2021 року «Баварія» виграла кубок Німеччини, здолавши у фіналі Альбу Берлін. У Бундеслізі вони дійшли до фіналу і програли там з рахунком 1:3 берлінцям.

## Досягнення
- Чемпіон Німеччини : 1954, 1955, 2014, 2018, 2019
- Володар кубку Німеччини : 1968, 2018, 2021

### За сезоном
| Сезон   | Ліга       | Основний раунд | Плей-оф         | Кубок Німеччини         | Європейські змагання                                                                                |
| ------- | ---------- | -------------- | --------------- | ----------------------- | --------------------------------------------------------------------------------------------------- |
| 2011/12 | Бундесліга | 5.             | Чвертьфіналіст  | не пройшов кваліфікацію | -                                                                                                   |
| 2012/13 | Бундесліга | 4.             | півфіналіст     | півфіналіст             | -                                                                                                   |
| 2013/14 | Бундесліга | 1.             | переможець      | 4 місце                 | Топ-16 Євроліги                                                                                     |
| 2014/15 | Бундесліга | 3.             | друге місце     | Чвертьфіналіст          | Кваліфікація Євроліги                                                                               |
| 2015/16 | Бундесліга | 4.             | півфіналіст     | фіналіст                | Кваліфікація Євроліги                                                                               |
| 2016/17 | Бундесліга | 3.             | півфіналіст     | фіналіст                | Чвертьфіналіст Єврокубку                                                                            |
| 2017/18 | Бундесліга | 1.             | переможець      | переможець              | Півфіналіст Єврокубку                                                                               |
| 2018/19 | Бундесліга | 1.             | переможець      | Чвертьфіналіст          | Основний раунд Євроліги                                                                             |
| 2019/20 | Бундесліга | 1.             | чвертьфіналіст* | 1/8 фіналу              | Через пандемію коронавірусу сезони Євроліги та Єврокубку були скасовані або закінчені без переможця |
| 2020/21 | Бундесліга | 4.             | друге місце     | переможець              | Чвертьфіналіст Євроліги                                                                             |

(*) Через пандемію коронавірусу титул чемпіона був розіграний у тритижневому турнірі.

## Арени

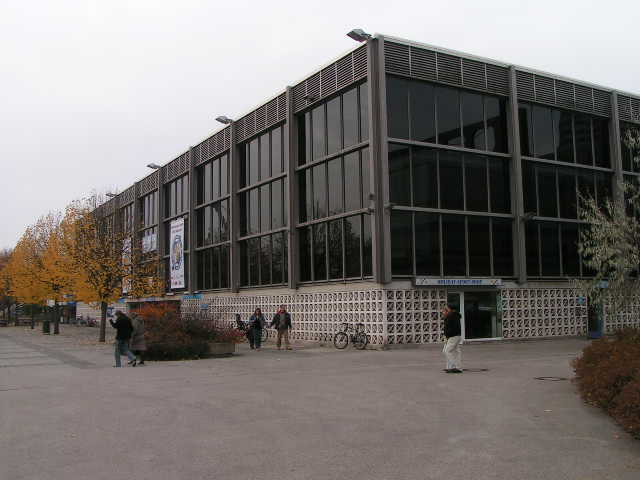
Олімпійський льодовий центр, арена Баварії у сезоні 2010/11

### Олімпійський льодовий центр
Баскетбольна секція Баварії Мюнхен проводила свої домашні ігри до 2010 року біля приміщення клубу, у міській спортивній залі на Зебенерштрассе. Однак після того, як чоловічу команду перевели в ProA, їхня арена більше не відповідала вимогам ліцензування AG 2, тож потрібно було знайти нове місце проведення матчів. У переговорах з містом Мюнхен клуб спочатку намагався переїхати в Руді-Седлмаєр-Галле, місце проведення змагань з баскетболу на Олімпійських іграх 1972. Однак тоді ці плани не вдалося реалізувати через необхідні заходи з реконструкції та переобладнання. Замість цього Баварія переїхала на Олімпійський льодовий центр, який з 2002 року є домом для хокейної команди Ред Булл.  Через подвійну заповнюваність спортивну базу довелося переобладнати в баскетбольну залу на 4000 місць для окремих матчів. Витрати на переобладнання значною мірою взяла на себе асоціація. У лютому 2011 року з Олімпійською залою була досягнута спеціальна угода щодо проведення головної гри сезону 2010/11 проти Олівер Вюрцбург. Гру відвідали 12 500 глядачів. 

### Audi Dome

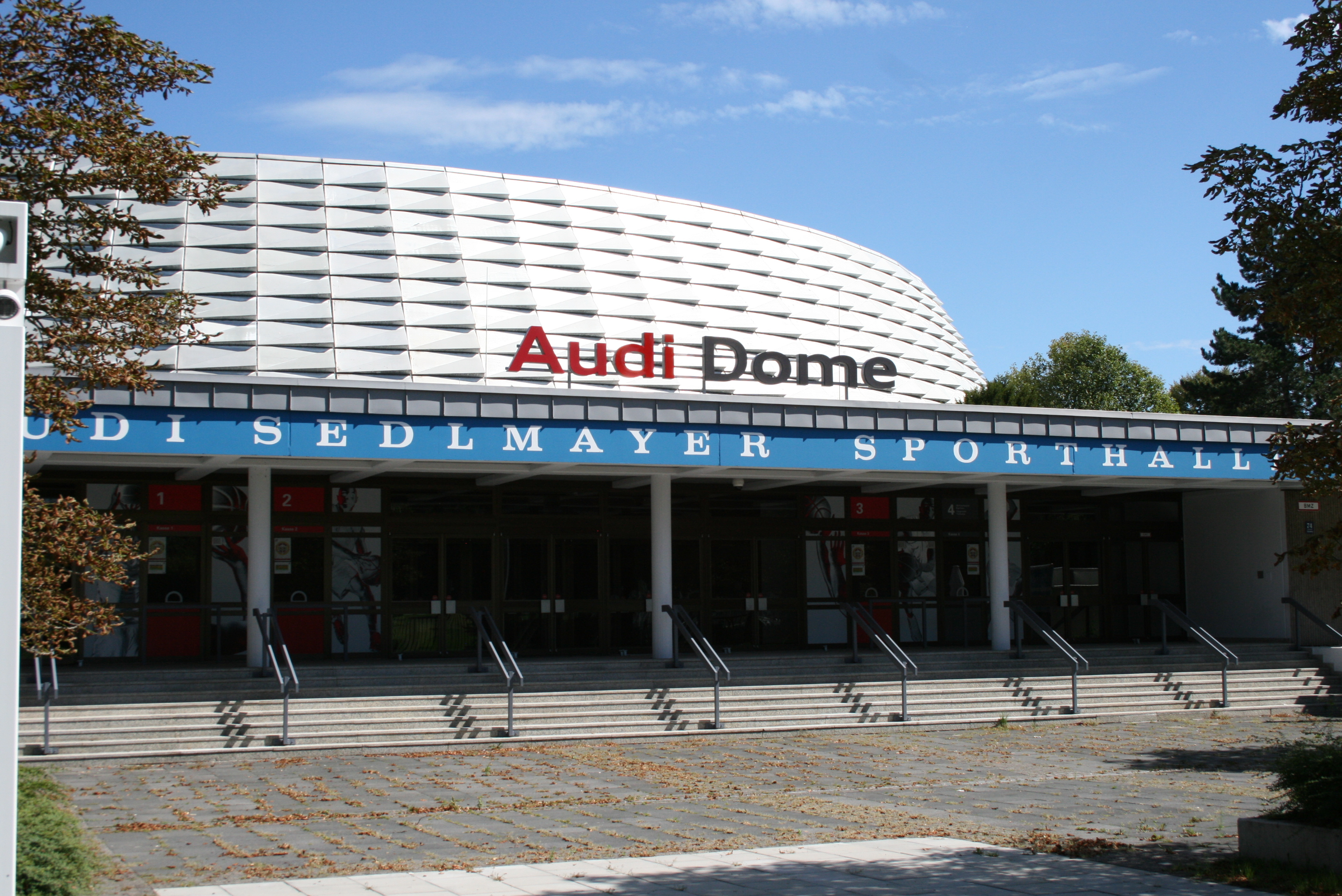
Audi Dome, домашня арена Баварії з сезону 2011/12

Через підвищення у класі 2011 року Баварії знову довелося шукати нову арену, оскільки в Бундеслізі очікувалося збільшення кількості глядачів. Довгострокове використання Олімпійської зали, спочатку вподобаної клубом, не могло бути реалізовано через регулярне проведення інших заходів на вихідних, тож Баварія знову розпочала переговори з Мюнхеном про переїзд в Руді-Седлмаєр-Галле. Темою нещодавніх переговорів була також можлива реструктуризація на суму щонайменше 1,5 мільйона євро та передача прав на назву всій асоціації для командного рефінансування. Після позитивного результату переговорів клуб підписав відповідний договір оренди в травні 2011 року, і в результаті цього, Руді-Седлмаєр-Галле стала новим домом для баскетбольної команди Баварії після завершення робіт з переобладнання у вересні 2011 року.   Після того як виробник автомобілів Audi придбав права на назву зали в липні 2011 року, її перейменували в Audi Dome.

### SAP Garden

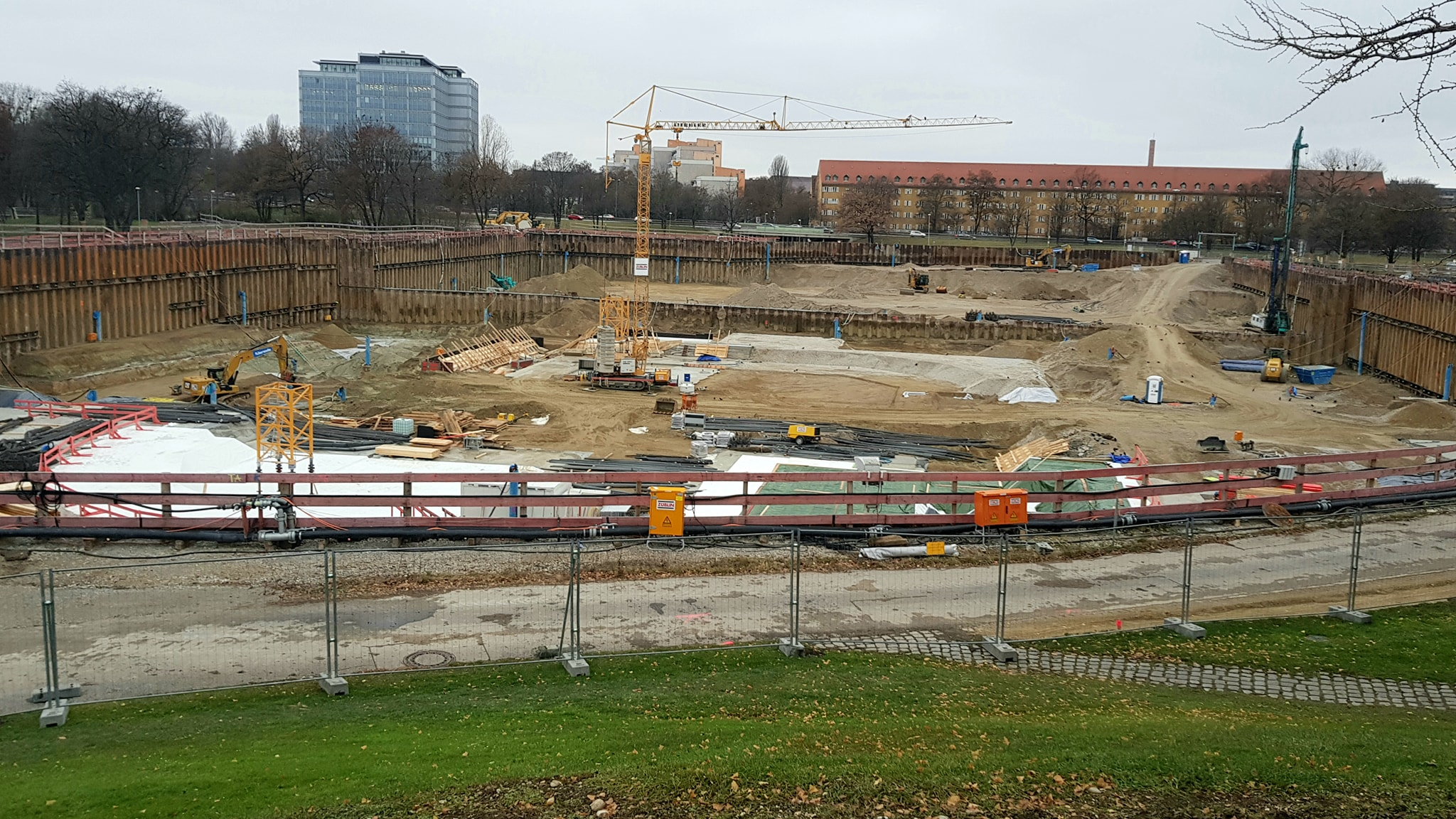
SAP Garden

Наприкінці 2023 року SAP Garden, який будується в Олімпійському парку, стане новим майданчиком ФК «Баварія». Арена фінансується Red Bull GmbH і, як очікується, буде коштувати близько 100 мільйонів євро. Крім хокейного клубу Ред Булл, Баварія буде використовувати багатоцільовий зал на 12 500 місць як постійний орендар (контракт на 15 років). 